# Chamunda

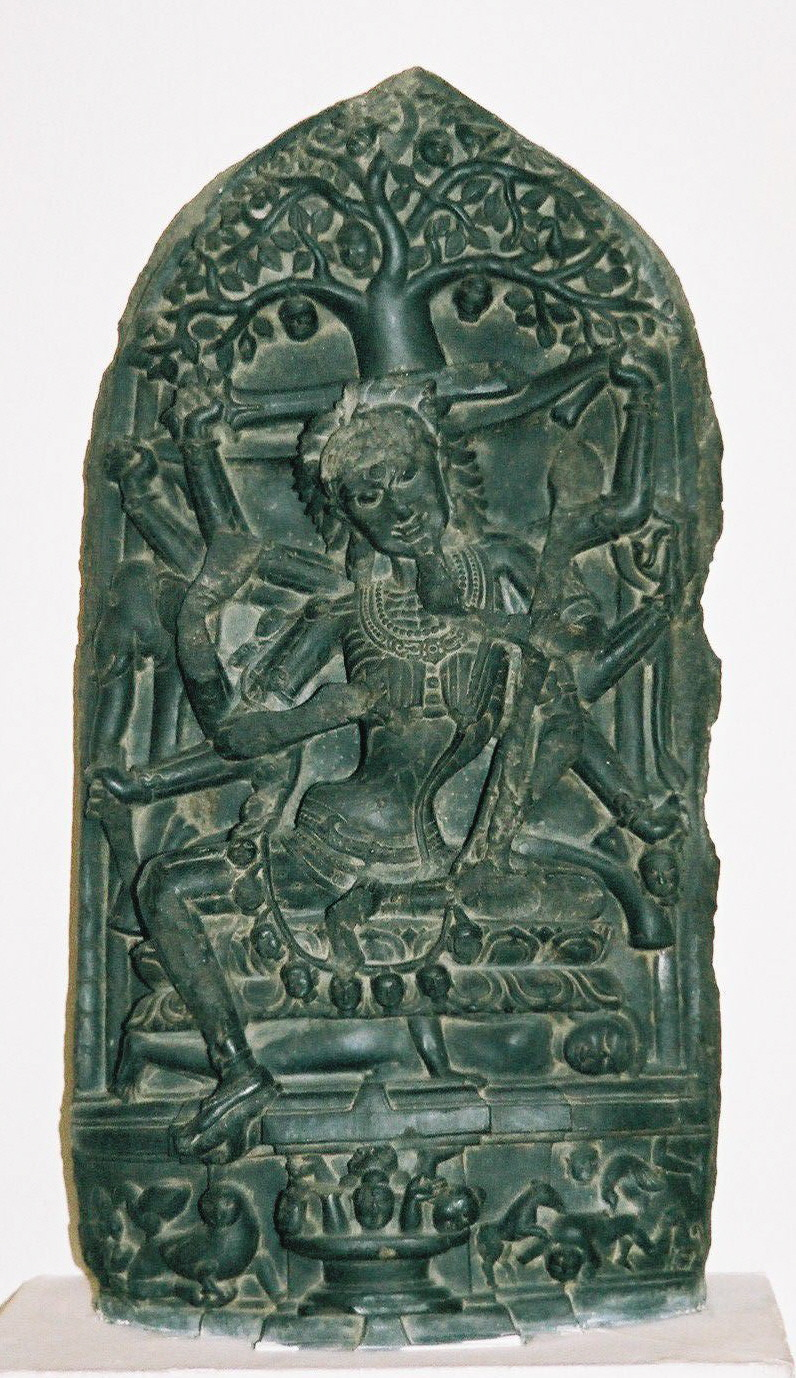
Chamunda (11./12. Jh.) im Nationalmuseum Neu-Delhi. Unter dem Lotosthron der achtarmigen Göttin liegt ein Leichnam; um den Hals trägt sie eine Schädelgirlande und eine Hand hält einen abgetrennten Kopf. Selbst im Laub des Baumes über ihr hängen abgetrennte Köpfe. Auf ihrer Stirn ist ein drittes Auge erkennbar.

Chamunda (Sanskrit: चामुण्डा, Cāmuṇḍā), auch bekannt unter den Namen Chamundi, Chamundeshwari oder Charchika, ist der grauenvolle und Furcht einflößende Aspekt von Devi oder Mahadevi, der 'Großen Göttin' des Hinduismus und steht somit in engem Zusammenhang mit den Göttinnen Kali, Durga aber auch mit der gütigen Parvati. Gleichzeitig ist sie häufig eine der so genannten Matrikas ('Mütter'), einer Gruppe von sieben (Sapta Matrikas) oder acht (Ashta Matrikas) weiblichen Gottheiten.

## Ursprungslegenden
Wie bei indischen Göttern üblich, so existieren auch für Chamunda mehrere Ursprungsmythen: 

### Kampf gegen Sumbha und Nisumbha
Eine der wichtigsten Schriften über die Göttin, das Devi Mahatmya, erzählt folgende Legende: Die beiden Asuras (Dämonen) Sumbha und Nisumbha hatten wegen ihrer strengen asketischen Übungen als Belohnung von Shiva das Versprechen erhalten, dass sie unverletzlich sein würden. In der Gewissheit ihrer Unverletzlichkeit erhoben sie sich fortan sogar gegen die Götter. Der zornigen Stirn der Göttin Ambika (auch Kaushika genannt) entsprang daraufhin Chandika Jayasundari, eine Göttin von überirdischer Schönheit. Die Diener bzw. Generäle der beiden Asuras, Chanda und Mundi, berichteten Sumbha davon, woraufhin er diese Göttin zur Frau nehmen wollte. Sie stimmte zu, bestand jedoch auf einem Zweikampf mit Sumbha vor der Hochzeit. Während des Kampfes entsprangen ihrem Haar bewaffnete Götter und sie brüllte so laut, dass die Dämonen scharenweise vernichtet wurden. Ambikas zorniger Stirn entsprang zu ihrer Unterstützung eine weitere Gestalt – eine schreckliche Form der Durga, von grauenhafter Erscheinung. Diese tötete alle Dämonen einschließlich der beiden Diener Chanda und Mundi; aus den beiden Namen der beiden Diener entstand ihr Name Chamunda (auch Chamundi).
Eine andere Fassung derselben Legende berichtet, dass Chandika Jayasundara der Kaushika/Ambika die abgeschlagenen Köpfe der beiden Dämonen Chanda und Munda überbrachte. Diese zeigte sich darüber hocherfreut und verlieh ihrer Kreatur den Ehrentitel 'Chamunda'.
In anderen – wahrscheinlich späteren – Fassungen derselben Legende, in der ebenfalls Dämonen niedergemetzelt werden, wird Chamunda mit der Göttin Kali, aber auch mit Parvati gleichgesetzt.

### Kampf gegen Andhaka
Im Matsya Purana wird der Mythos von Chamunda anders dargestellt: Zusammen mit anderen weiblichen Gottheiten, den Matrikas, half sie Shiva in dessen Kampf gegen den Dämon Andhaka. Dieser hatte die Kraft, aus seinem zur Erde herabtropfenden Blut immer neue Dämonen entstehen zu lassen, was ihn letztlich unzerstörbar machte. Chamunda trank – je nach Fassung dieser Legende mit oder ohne Hilfe der anderen Matrikas – das Blut Andhakas, wodurch ihr Körper eine blutrote Farbe annahm. Nach dem siegreichen Kampf begann Chamunda einen die ganze Welt zerstörenden Tanz. Dabei spielte sie auf einem Musikinstrument, dessen Schaft der Berg Meru, dessen Saiten die kosmische Schlange Shesha und dessen Bauch bzw. Klangkörper ein Halbmond war. Sie stimmte dieses gewaltige Instrument während einer Flut, die die Welt zerstörte, und spielte darauf während der Nacht des Weltuntergangs.

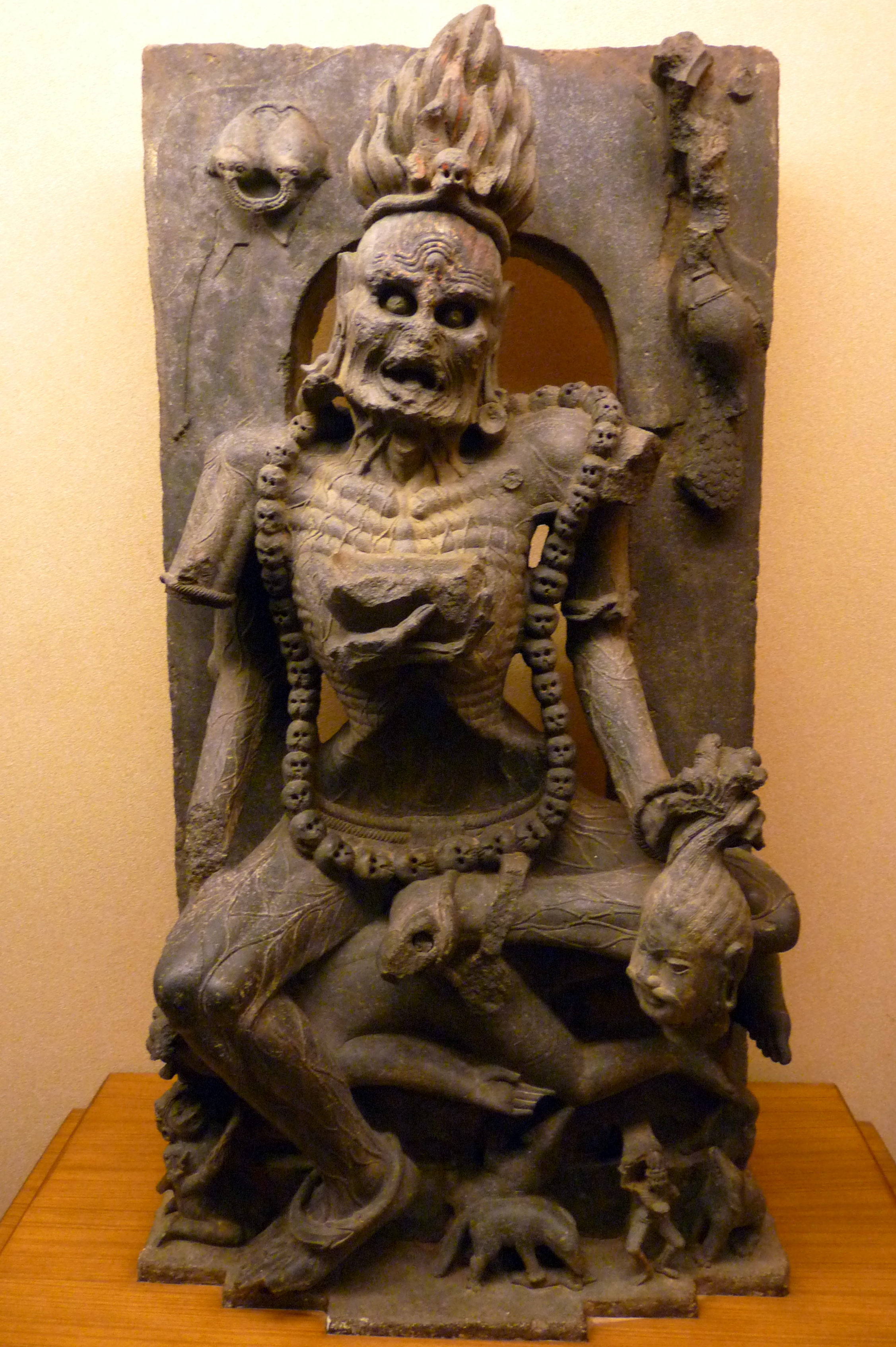
Chamunda (12./13. Jh.) im Odisha State Museum, Bhubaneshwar. Das Haar der hier fast mumienhaft dargestellten Göttin besteht aus einer Flammenkrone. Sie sitzt auf einem Leichnam; um ihren Hals trägt sie eine Schädelgirlande. Eine der ehemals vier Hände hält einen abgetrennten Kopf; eine andere, die eine weitgehend zerstörte Schädelschale hält, ist noch vor ihrer Brust erkennbar.

## Ikonographie
In Teilen ist die Ikonographie Chamundas angelehnt an die Darstellungen Kalis und die Attribute Shivas bzw. Bhairavas.
Chamunda wird zumeist dargestellt als nackte und überaus hässliche alte Frau mit skelettartig ausgemergeltem, schwarzem oder blutrotem Körper und schlaffen Brüsten. Ihr Kopf ist bedeckt von Flammenhaar, ihre Augen treten oft rollend hervor, ihr Mund ist manchmal weit aufgerissen und ihre Zunge herausgestreckt. In manchen Fällen zeigt sie auch ein grässliches Grinsen. Oft sitzt sie auf einem Leichnam oder auf ihrem Reittier (vahana), einem Löwen, und hält einen abgetrennten Kopf und/oder eine Schädelschale in ihren Händen. Um ihren Hals hängt zumeist eine Schädelgirlande. In den Händen hält sie oft Dreizack und Sanduhrtrommel (damaru) und/oder einen Totenkopfstab; ihre Waffen sind das Schwert (Zeichen der Erkenntnis) oder eine Keule (gada). Die Arme sind manchmal mit Schlangen-Armbändern geschmückt.

## Bedeutung
Chamundas Ursprünge liegen wahrscheinlich im vorarischen, ländlichen Indien, wo in hohem Maße Naturgottheiten und Dämonen verehrt wurden. Als Form der Mahadevi ist sie eng mit der Schöpfung verbunden, die jedoch – nach der Auffassung Kinsleys und anderer Forscher – nur in Gang gehalten werden kann, wenn die eigene, sich selbst verzehrende Energie der Göttin immer wieder durch Blut von Menschen- und Tieropfern erneuert wird. Wie Shiva ist Chamunda Schöpferin und Zerstörerin in einem; beide Aspekte sind unauflöslich miteinander verbunden: „Leben und Tod bilden einen Prozeß von Geben und Empfangen, einen Prozeß, durch den die Energie der Mahadevi fortwährend wieder erneuert wird.“